# 양강 (후한)
양강(梁綱, ? ~ 197년)은 중국 후한 말의 무장이다.

## 행적
원술(袁術)을 섬겼다.
197년, 원술(袁術)을 따라 조조(曺操)의 진을 공격했으나 조조가 직접 요격을 한다는 소식을 들은 원술이 도주하자 교유(橋蕤), 이풍(李豊), 악취(樂就) 등과 함께 조조의 공격을 막았으나, 대패하여 조조의 부장 우금(于禁)에게 붙잡혀 처형되었다.

## 《삼국지연의》에서의 양강
198년, 원술이 여포(呂布) 토벌전을 감행하자 이풍, 악취와 함께 독전관이 되지만 동료 양봉(楊奉), 한섬(韓暹)에게 배반당해 대패한다.
199년, 수춘 전투에서도 조조의 대군의 공격을 받아 악취, 이풍, 진기(陳紀)와 함께 수춘성을 방어하지만 결국 패배해 붙잡혀 처형당했다.